# 盧卡什夫卡 (諾索夫卡區)
50°54′55″N 31°31′1″E / 50.91528°N 31.51694°E
盧卡什夫卡（烏克蘭語：Лукашівка），是烏克蘭北部的村莊，隸屬切爾尼希夫州的尼任區。該村面積0.63平方公里，海拔高度129米，2001年人口90，人口密度每平方公里142.9人。